# Alabardas
Alabardas é um romance inacabado de José Saramago, publicado em 2014 pela Porto Editora. Trata-se de uma obra que contém os três primeiros capítulos, do que seria o próximo romance do escritor, acompanhado pelas suas anotações à obra e, ainda, por dois textos de Fernando Gómez Aguilera e Roberto Saviano, que situam e comentam este romance. As ilustrações são de Günter Grass, um escritor que também foi agraciado com o Nobel da Literatura.
O livro foi publicado no Brasil no dia 30 de setembro de 2014 pela Companhia das Letras, com o título Alabardas, Alabardas, tendo um texto extra do antropólogo brasileiro Luiz Eduardo Soares.

## O título
O título original da obra, Alabardas, Alabardas, Espingardas, Espingardas — que por motivos gráficos foi abreviado para apenas Alabardas —, é uma referência à obra "Exortação da Guerra" de Gil Vicente, um detalhe que foi adiantado nas notas pessoais do próprio José Saramago.

## Enredo
Na fábrica de armamento das Produções belona (em homenagem da deusa romana da guerra), o protagonista artur paz semedo (escrito em minúsculas) trabalha há duas décadas nos serviços de faturação de armamento ligeiro e munições da empresa. O seu sonho é ser contabilista de uma secção de armas pesadas.
A sua ex-companheira, Felícia, é militante pacifista que se afastou de artur devido a divergências óbvias.
Depois de ler o romance A Esperança de Malraux e de ter sabido de bombas que não explodiram, artur inicia uma investigação nos arquivos contabilísticos da empresa relativos aos anos 30. Nesta tarefa conhece dois arquivistas peculiares, Arsénio e Sesinando, e um administrador-delegado. 